# Lonepair
Et ensomt elektronpar (frit oversat fra den engelske benævnelse lonepair; også kaldet et ikke-bindende eller frit elektronpar) består af to elektroner på et atom, der har en modsat spin og optager samme atomare orbital (en) og molekylær orbital (en). I kemien er disse elektroner også kendt som valenselektroner.
Som valenselektronpar er det enlige elektronpar generelt ikke involveret i nogen binding med andre atomer, men hører kun til ét atom – en undtagelse er f.eks. ozon. I en elektronprikformel er et ensomt elektronpar repræsenteret enten af to prikker (IUPAC-anbefaling) eller af en linje på det pågældende atom. Der er også repræsentationen af de frie elektroner som elektronskyer.
Ensomme elektronpar bidrager til den rumlige struktur af molekyler, hvis form kan forudsiges for simple forbindelser ved hjælp af elektronparfrastødningsmodellen (VSEPR-model). Det mest kendte eksempel er vandmolekylets vinklede form, som er afgørende for nogle egenskaber ved vand.
I modsætning til et ensomt elektronpar repræsenterer et bindende elektronpar forbindelsen mellem to atomer. Dette er kendt som en kovalent binding.

## Kiralitet på grund af et ensomt elektronpar
Et ensomt elektronpar opfører sig som en anden substituent i et stereocenter.

### Amine
Hvis en tertiær amin NR1R2R3 har tre forskellige organiske rester (R1 ≠ R2 ≠ R3) og et enkelt elektronpar på nitrogenatomet, kan man forvente, at sådanne aminer er kirale. Ved stuetemperatur kan der dog normalt ikke isoleres nogen enantiomerer på grund af den hurtige inversion ("svingende igennem" af det enlige elektronpar). Dette gælder dog ikke for specielle tertiære aminer, hvor nitrogenatomet er forhindret i at vende om af en "brohoved"-position (f.eks. Trögersche Base (en)). Der er derfor to stabile enantiomerer af Trögers base, som kan adskilles, for eksempel ved kromatografi på en kiral stationær fase

### Sulfoxider
Sulfoxider af typen O=SR1R2 er kirale med to forskellige organiske radikaler (R1 ≠ R2) på grund af det ensomme elektronpar på svovlatomet